# Culpinia prouti
Culpinia prouti là một loài bướm đêm trong họ Geometridae.